# Contigliano
Contigliano – miejscowość i gmina we Włoszech, w regionie Lacjum, w prowincji Rieti.
Według danych na rok 2004 gminę zamieszkiwało 3408 osób, 64,3 os./km².